# Rosmalen Noord
Rosmalen Noord é um bairro do município de 's-Hertogenbosch e da aldeia de Rosmalen. Rosmalen possui além de Rosmalen Noord, os bairros de Rosmalen Zuid e De Groote Wielen. Ele tem 15,03 quilômetros quadrados e 13 610 habitantes (2008).
Rosmalen Noord é a parte mais antiga de Rosmalen, e seu terreno é mais elevado do que a paisagem circundante.
O bairro é constituído dos seguintes distritos:

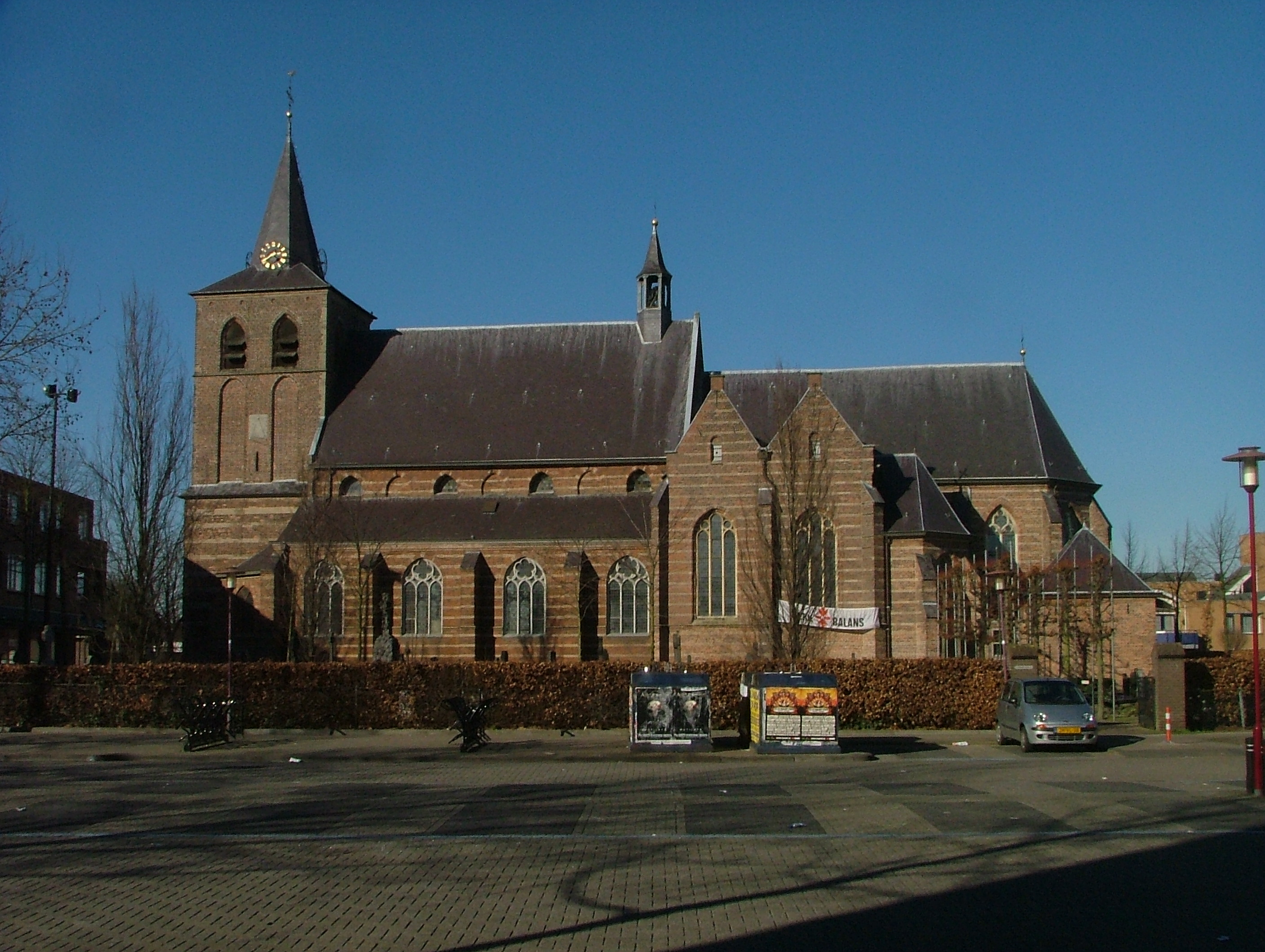
A Igreja de São Lamberto de Maastricht.

1. 't Ven
2. Rosmalen centrum
3. Hondsberg
4. Kruisstraat
5. Bedrijventerrein Kruisstraat
6. Overlaet
7. A2-zone Rosmalen Noord
8. Rosmalense polder
9. Kattenbosch